# Culex johni
Culex johni is een muggensoort uit de familie van de steekmuggen (Culicidae). De wetenschappelijke naam van de soort is voor het eerst geldig gepubliceerd in 1979 door Cova Garcia, Pulido F. & Escalante de Ugueto.